# Matopo scutulata
Matopo scutulata är en fjärilsart som beskrevs av Antonius Johannes Theodorus Janse 1917. Matopo scutulata ingår i släktet Matopo och familjen nattflyn. Inga underarter finns listade i Catalogue of Life.